# Maylandia aurora
Maylandia aurora är en fiskart som först beskrevs av Burgess, 1976.  Maylandia aurora ingår i släktet Maylandia och familjen Cichlidae. IUCN kategoriserar arten globalt som sårbar. Inga underarter finns listade i Catalogue of Life.